# Nekropole von Arroyo de la Luz

Lage der Nekropole von Arroyo de la Luz

Die Nekropole von Arroyo de la Luz (spanisch Necrópolis visigoda de Arroyo de la Luz) liegt in den Granitfelsen der Dehesa de La Luz, nördlich von Arroyo de la Luz, westlich von Cáceres in der Provinz Cáceres in der Extremadura in Spanien.
Etwa 500 Meter von der Eremitage Nuestra Señora de Luz liegt auf einer Weide die kleine, mehrteilige Nekropole aus der spätrömischen und westgotischen Zeit des 4. bis 7. Jahrhunderts, datiert durch ihre Grabbeigaben, die Keramik und Münzfunde. Die Felsengräber der Nekropole bestehen aus zwei Hauptgruppen, von denen die erste aus acht Ost-West orientierten anthropomorphen Exemplaren besteht.
Etwas südlicher liegt eine Gruppe von vier anthropomorphen Gräbern. Während zwei der üblichen Ost-West-Ausrichtung folgen, sind die anderen Süd-Nord orientiert. Eines befindet sich in der Nähe des Teiches des Dua. Im Westen liegt ein normal ausgerichtetes Grab neben dem quadratischen Sockel einer Ölpresse.
Alle Gräber, die sich in Bodennähe in einem Granitaufschluss befinden, gehören zu Erwachsenen. Da um sie herum keine Erhöhung angelegt wurde, kann Regenwasser sie füllen. Es gibt keine Spuren der Abdeckungen, die sie bedeckt haben. In den Granitfelsen, die die Gräber umgeben, sind Fundamente von Öl- oder Traubenpressen zu erkennen. 

Nekropole von Arroyo de la Luz
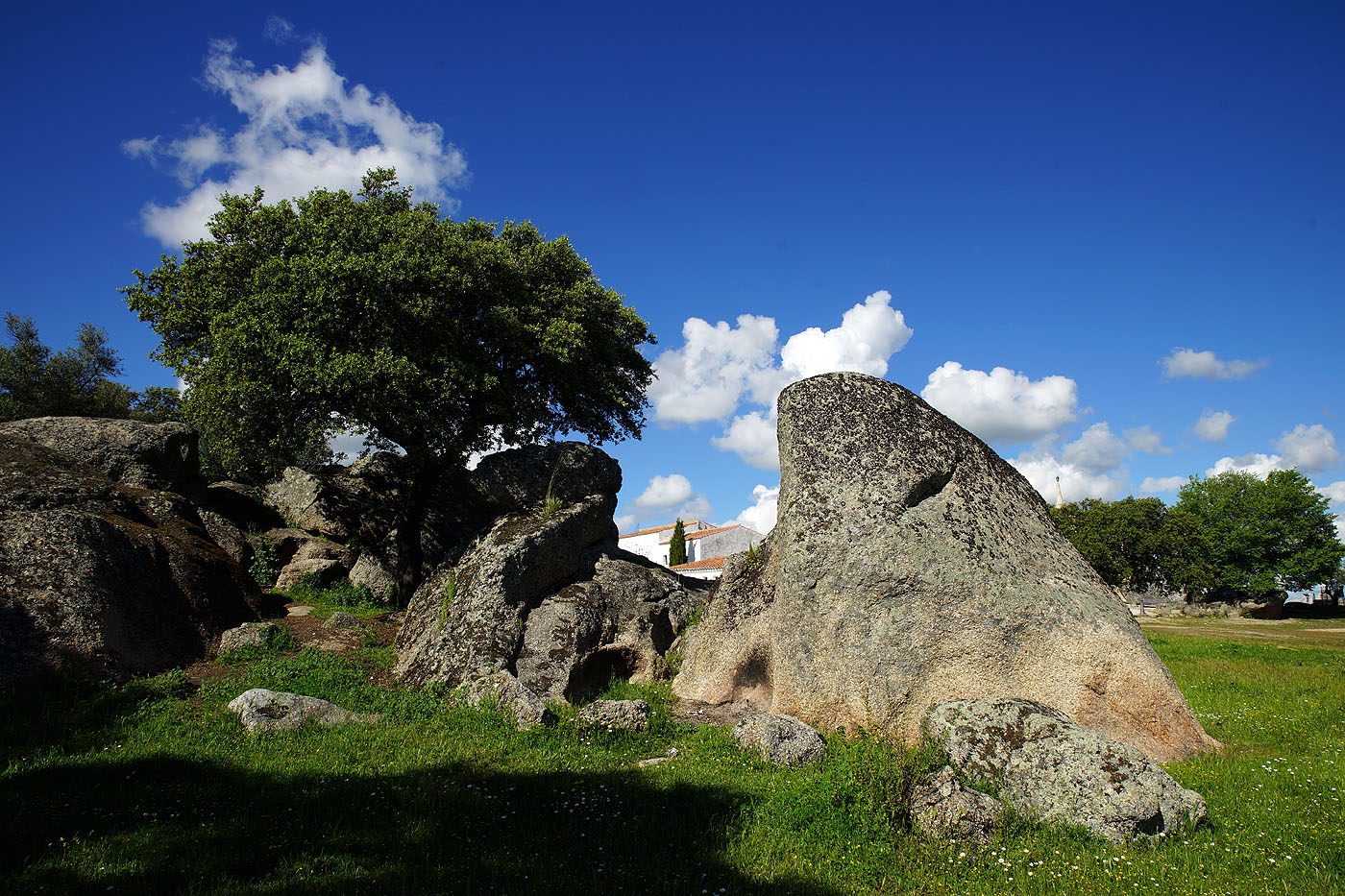
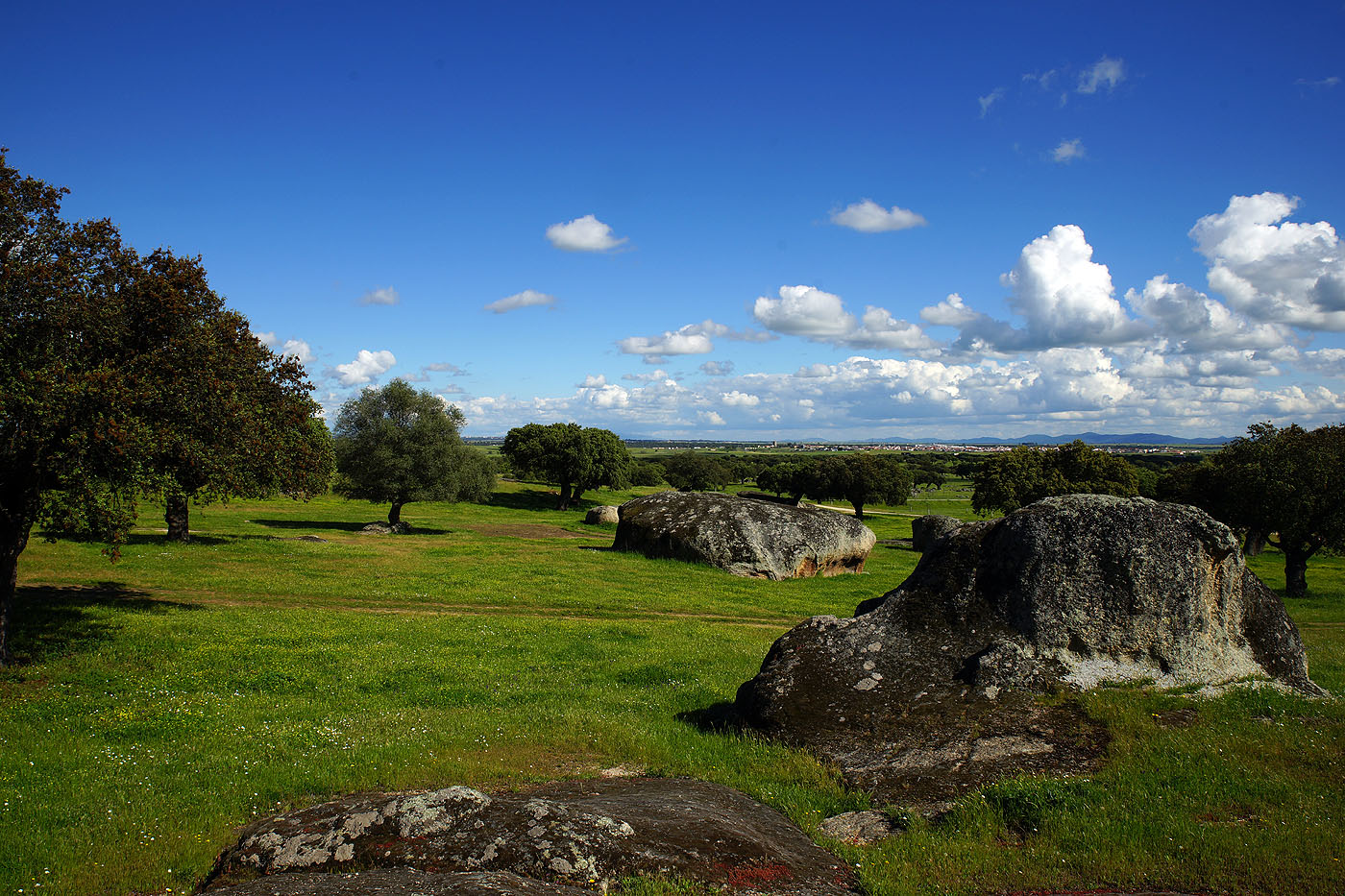
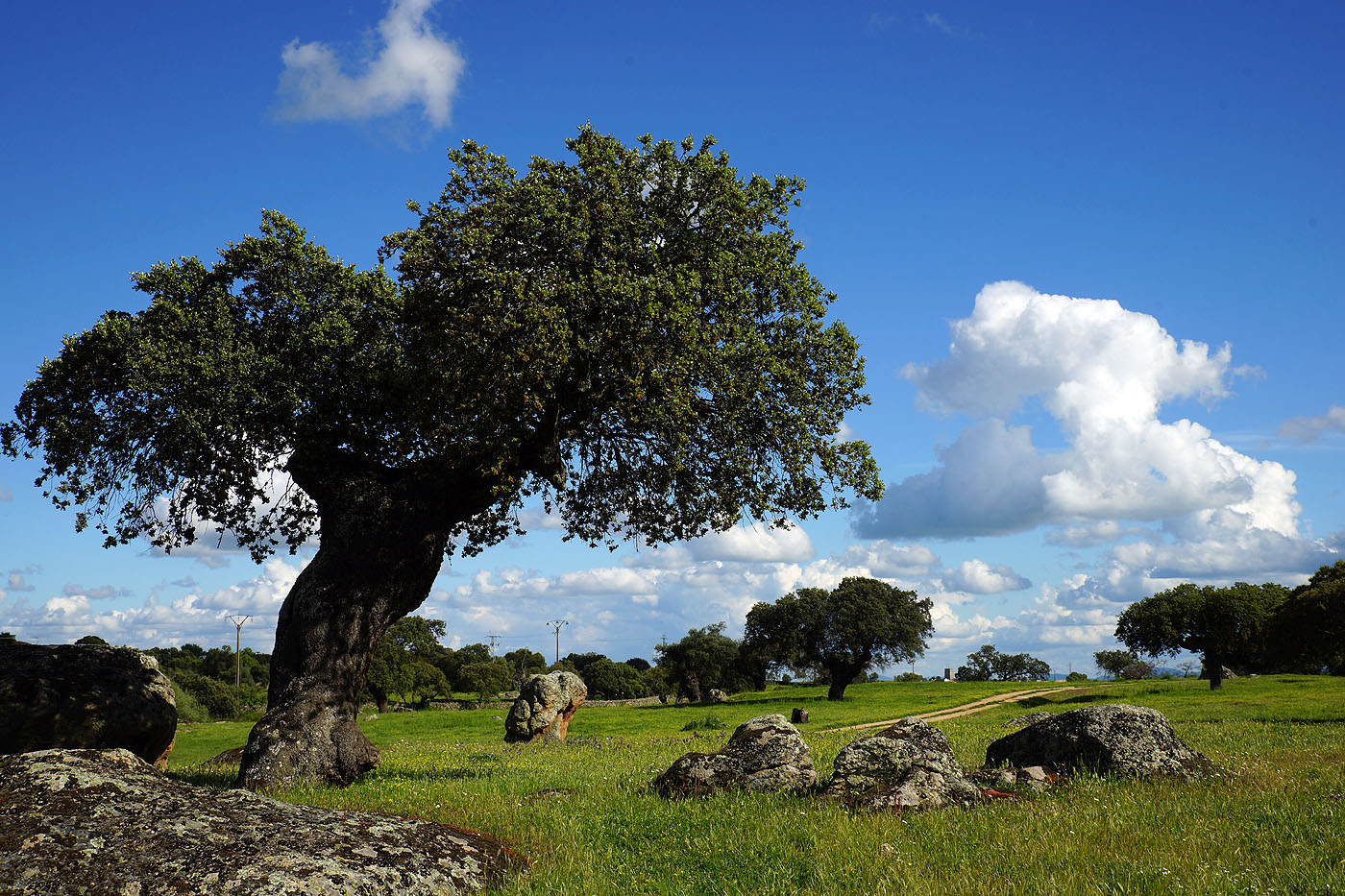
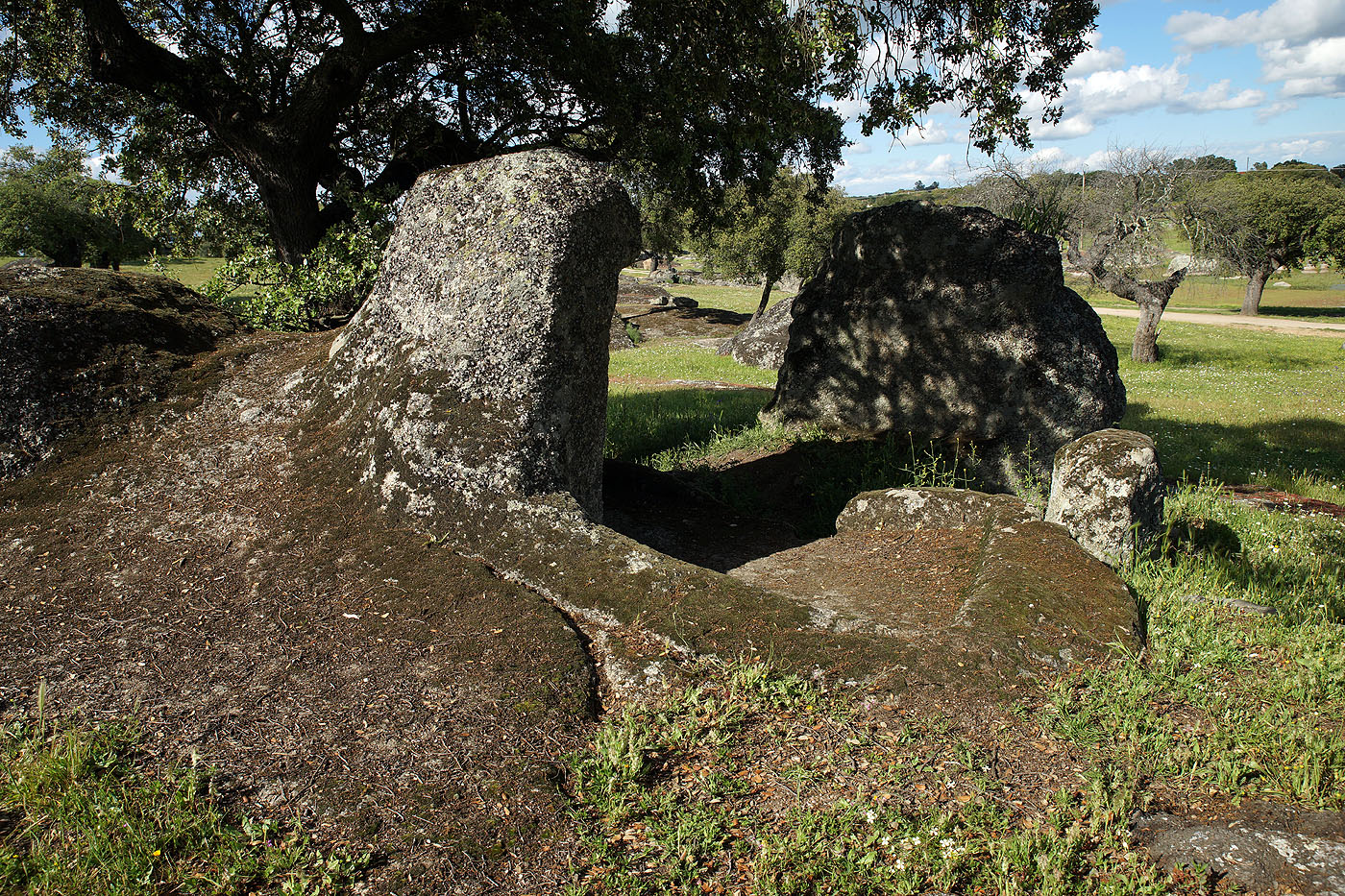
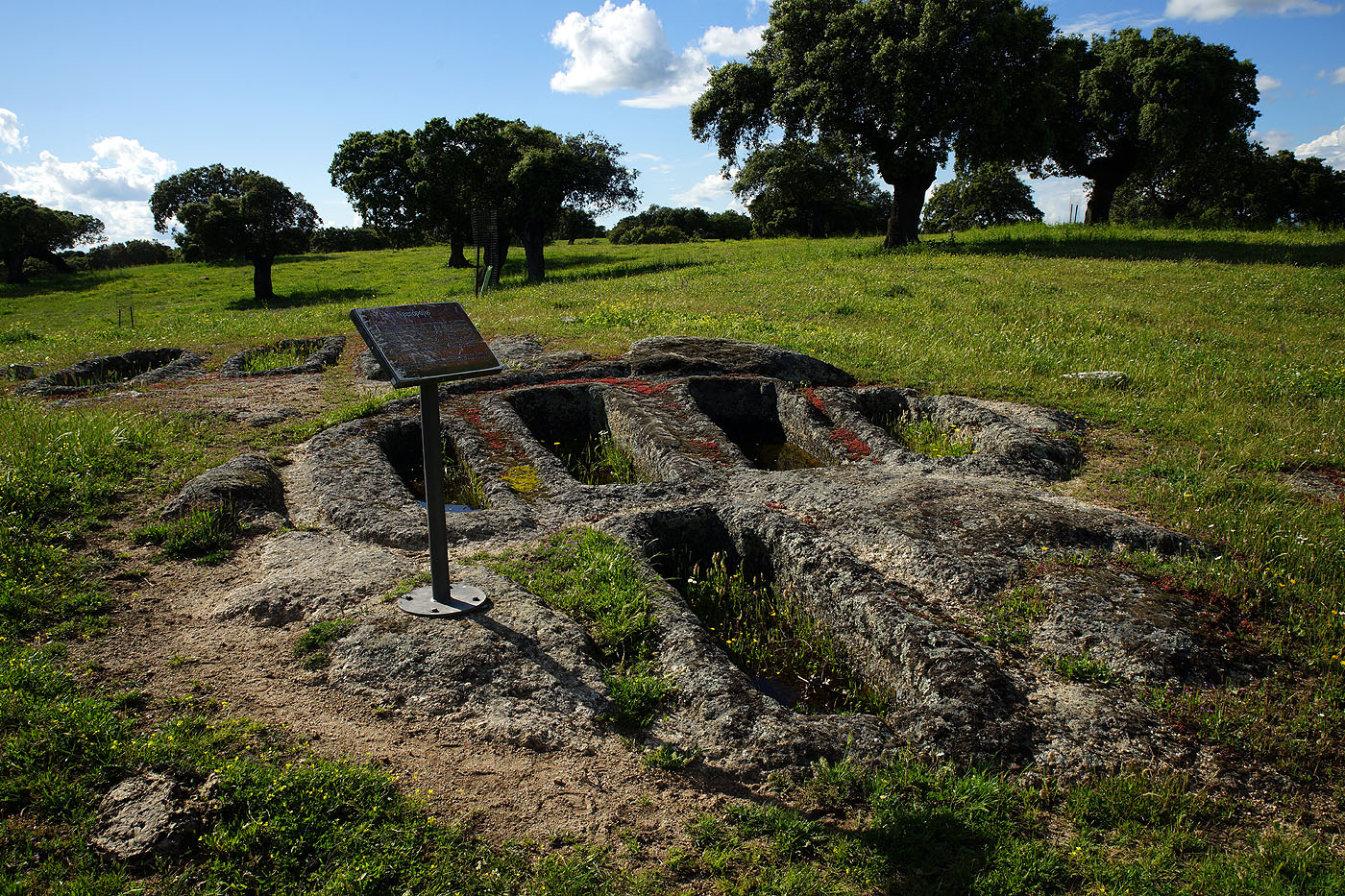
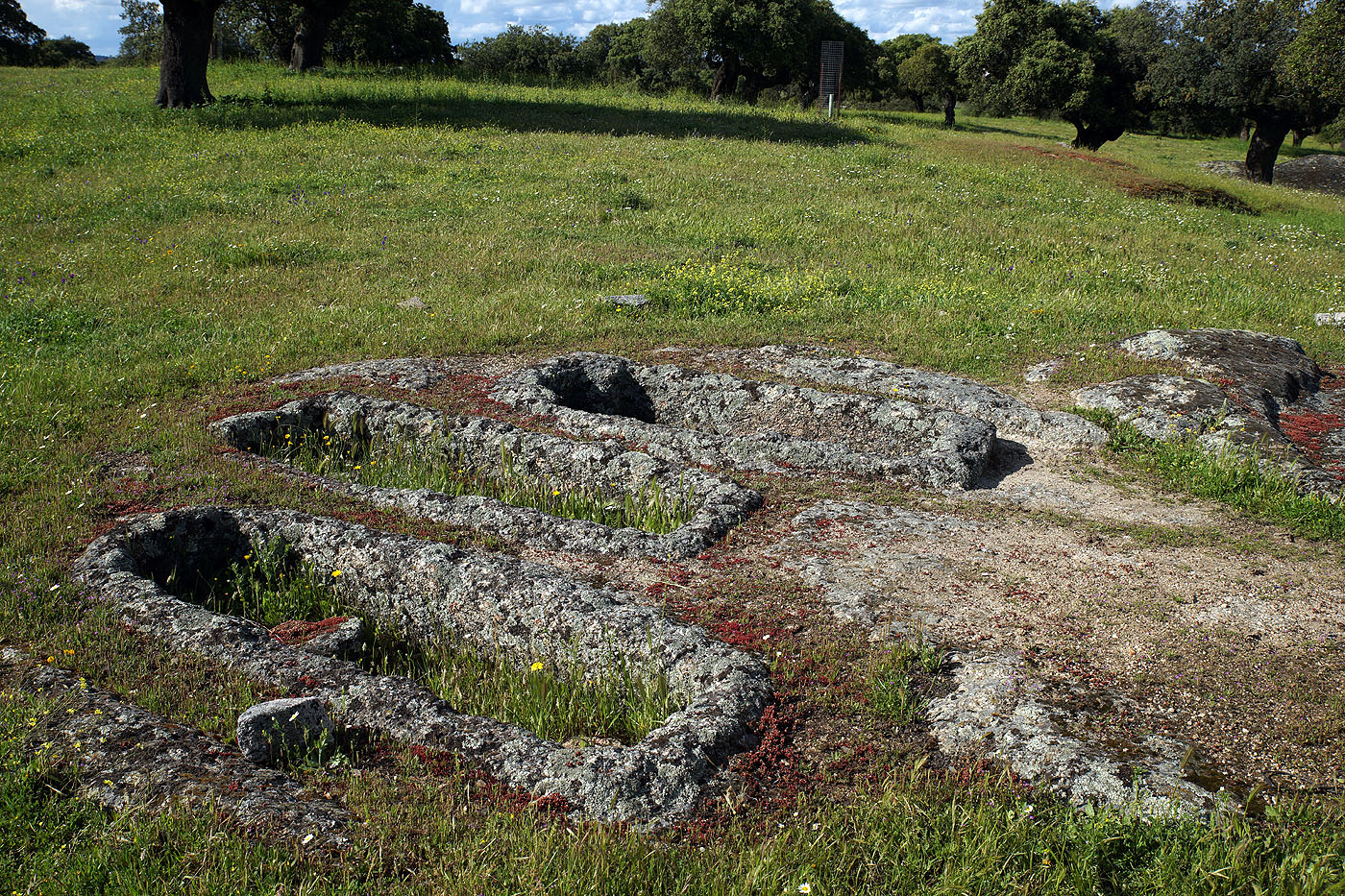